# Antoine Lavieu

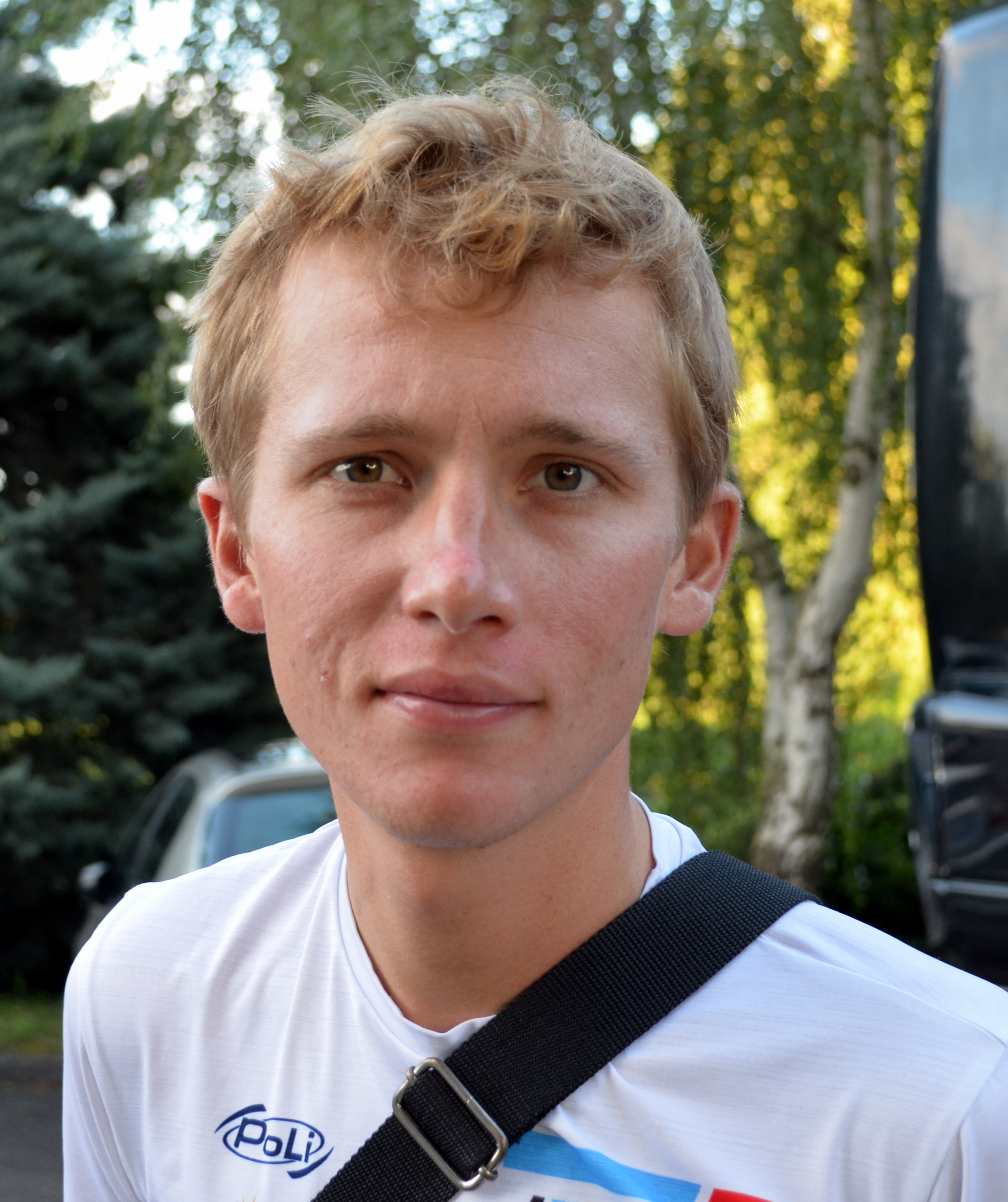
Antoine Lavieu (2014).

Antoine Lavieu (* 28. September 1990 in Boulogne-sur-Mer) ist ein französischer Straßenradrennfahrer.
Antoine Lavieu fuhr 2011 für die französische Amateurmannschaft AVC Aix-en-Provence. In diesem Jahr gewann er eine Etappe beim Giro della Valle d’Aosta und die Gesamtwertung der Vuelta a Navarra. Ende der Saison fuhr er für das Professional Continental Team Cofidis, le Crédit en Ligne als Stagiaire. Seit 2013 fährt Lavieu für das französische Continental Team La Pomme Marseille.

## Erfolge
2011
- eine Etappe Giro della Valle d’Aosta

## Teams
- 2009 OC St. Raphaël
- 2010 SC Nice
- 2011 AVC Aix-en-Provence
- 2011 Cofidis, le Crédit en Ligne (Stagiaire)
- 2012 AVC Aix-en-Provence
- 2013 La Pomme Marseille
- 2014 La Pomme Marseille 13
- 2015 Charvieu-Chavagneux IC